# Železniška postaja Nendeln
Železniška postaja Nendeln je ena od štirih železniških postaj, ki služijo Lihtenštajnu. Nahaja se v vasi Nendeln v občini Eschen. Postajo vozi osemnajst vlakov na dan, devet v vsako smer med Švico in Avstrijo.
Slika:Bahnhof-Nendeln-Südseite-1.jpg

## Pregled
Predloga:S-Bahn
| Forst Hilti |  | ÖBB Železniška proga Feldkirch–Buchs |  | Schaanwald (do leta 2013) Feldkirch-Tisis |

Kadar se ne uporablja naslednja postaja v smeri proti Avstriji (Schaanwald), kar velja od leta 2013, je Nendeln za carinske namene mejna postaja za potnike, ki prihajajo iz Avstrije. Lihtenštajn je v carinski uniji s Švico. Carinske preglede lahko švicarski uradniki opravijo na postaji ali na vlaku. Sistematične kontrole potnih listov so bile odpravljene, ko se je Lihtenštajn leta 2011 pridružil schengenskemu območju.
1. ↑  swissinfo.ch, S. W. I. (19. december 2011). »No more controls on Swiss-Liechtenstein border«. SWI swissinfo.ch (v britanski angleščini). Pridobljeno 10. avgusta 2024.